# Awasi

Awasi är huvudort i distriktet Nyando i Nyanzaprovinsen i Kenya. Den ligger 30 kilometer öster om Kisumu. Folkmängden uppgick till 2 488 invånare vid folkräkningen 2009.